# Pinus cembroides
Pinus cembroides, noto anche come pino messicano, è un pino originario del Nord America. Esso cresce in zone con bassi livelli di piovosità e la sua distribuzione geografica si estende verso sud dall'Arizona, Texas e Nuovo Messico negli Stati Uniti d'America fin nel Messico. Si tratta di un pino piccolo che cresce fino a circa 20  metri di altezza e con diametro del tronco fino a 50 cm.
I semi sono grossi e formano la dieta della ghiandaia messicana e dello Scoiattolo di Albert. Essi vengono raccolti anche per il consumo umano, essendo i più diffusamente utilizzati pinoli in Messico. È un comune pino con ampia diffusione e l'Unione internazionale per la conservazione della natura ha classificato il suo stato di conservazione come specie a rischio minimo.

## Distribuzione
Il territorio si estende dall'estremità occidentale del Texas, dove è limitato ai monti Chisos e Davis, verso sud attraverso gran parte del Messico, trovandosi ampiamente lungo le catene della Sierra Madre Orientale e della Sierra Madre Occidentale e più raramente nella parte orientale della catena della Fascia Vulcanica Trasversale. Esso vive in zone di basse precipitazioni, che vanno da 380 a 640 mm l'anno e la sottospecie orizabense (Pinus orizabensis) si trova ancora più a sud nello stato di Veracruz. Vi è inoltre una popolazione "disgiunta" nella Sierra de la Laguna, nella Bassa California del Sud. Cresce tipicamente nella fascia di altitudini dai 1600 ai 2400 m s.l.m..

## Descrizione

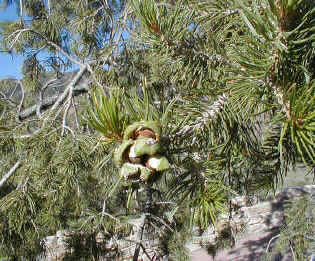
Dettaglio del fogliame, pigne

Il Pinus cembroides è un albero di dimensioni medio piccole, che raggiunge un'altezza da 8 a 20 metri e con un tronco di diametro fino a 50 centimetri di diametro. La corteccia è marrone scuro, spessa e profondamente fessurata alla base del tronco. Le foglie (aghi) sono mescolate a coppie e terne, esili, lunghe da 3 a 6 centimetri, di un lieve color verde giallognolo, con stomi sia sulla superficie interna che esterna. 
Le pigne sono globose, lunghe da 3 a 4 centimetri e ampie quando sono chiuse, verdi all'inizio, giallo-marroni maturando a 18–20 mesi, con solo un piccolo numero di spesse scaglie, da 5 a 12 scaglie fertili. I coni si aprono ad una larghezza di 4/5 centimetri quando maturano, mantenendo i semi sulle scaglie dopo l'apertura.
I semi sono lunghi da 10 a 12 millimetri, con un guscio spesso, un Endosperma rosa e un'ala residua di 2 mm; essi vengono dispersi dalla ghiandaia messicana, che le becca dai coni aperti. La ghiandaia, che utilizza i semi come fonte principale di cibo, immagazzina molti semi per un utilizzo successivo e alcuni di questi rimangono inutilizzati, potendo così crescere in nuovi alberi.
Anche lo scoiattolo di Abert si ciba dei semi, in preferenza di quelli del pino giallo.

## Storia
Il pino messicano fu il primo pinyon pine a essere descritto, citato da Zuccarini nel 1832. Molti degli altri pinyon pine sono stati trattati come sue "varianti" o sottospecie, in diversi momenti nel passato, ma le ricerche negli ultimi 10–50 anni hanno mostrato che molte sono specie distinte. Alcuni botanici includono ancora il Pinus johannis e il Pinus orizabensis nel pino messicano; il primo considerato nei pini messicani nel sud dell'Arizona e nel Nuovo Messico.
Il pino messicano è relativamente una specie non-variabile, con una morfologia costante sull'intera gamma tranne che per la popolazione disgiunta nelle foreste di querce e pini della Bassa California del Sud. Questo è trattato generalmente come una sottospecie, la sottospecie lagunae del Pinus cembroides, benché alcuni botanici lo trattino come specie a parte, la P. lagunae. Questa sottospecie differisce nelle foglie, leggermente più lunghe, da 4 a 7 cm, e pigne più lunghe (fino a 5,5 cm) e più strette. 
I semi sono raccolti dappertutto in Messico, essendo i principali pinoli nella regione. Gradevoli al palato al naturale, il loro sapore è considerato migliore se abbrustoliti.